# Aeroportul Moroak
Aeroportul Moroak (IATA: MRT) este un aeroport din Teritoriul de Nord, Australia.
Situat la o altitudine de 69 m, aeroportul dispune de o singură pistă.